# Panzerbrigade 45
Die Panzerbrigade 45 „Litauen“ (PzBrig 45) ist eine Brigade des Heeres der Bundeswehr, die dauerhaft in Litauen stationiert und der 10. Panzerdivision unterstellt ist. Sie wurde am 1. April 2025 formal in Dienst gestellt, der Aufstellungsappell fand am 22. Mai 2025 in Vilnius statt. Die Brigade soll bis Ende 2027 einsatzbereit sein. Die Brigade wird häufig in den Medien schlicht Litauen-Brigade genannt.

## Auftrag
Auftrag der Panzerbrigade 45 ist die Bündnisverteidigung des Baltikums an der Ostflanke der NATO als Reaktion auf die zunehmende Bedrohung durch Russland seit dem Russischen Überfall auf die Ukraine 2022.
Die Brigade ist der erste Großverband, den die Bundeswehr dauerhaft im Ausland stationiert. Bislang war das Jägerbataillon 291 als einziger Kampftruppen-Verband des Heeres im Ausland (hier: Frankreich) stationiert. Daneben existieren jedoch auch diverse weitere Dienststellen im Ausland für Ausbildungs- und Verbindungszwecke oder im Rahmen multinationaler Verbände.

## Gliederung

### Aktuelle Gliederung
Die Brigade gliedert sich zurzeit in:
- Stabs- und Unterstützungskompanie Panzerbrigade 45, Nemenčinė, seit 2025
- Fernmeldekompanie Panzerbrigade 45, Nemenčinė, seit 2025
- NATO Multinational Battlegroup Lithuania, Rukla (Unterstellung geplant 2026[8], zurzeit noch der litauischen Brigade „Eiserner Wolf“ unterstellt)

Hinzu kommt seit 2025 ein Sanitätszentrum der Bundeswehr in Rokantiškės.

### Geplante Gliederung
Die Panzerbrigade 45 soll neben dem Stab auf dem Truppenübungsplatz Rūdninkai, einer Stabs- und Unterstützungskompanie sowie einer Fernmeldekompanie aus dem Panzerbataillon 203 aus Augustdorf und dem Panzergrenadierbataillon 122 aus Oberviechtach bestehen, die von ihren bisherigen Standorten nach Litauen verlegt werden. Ein drittes Kampftruppenbataillon der Panzerbrigade 45 wird die rotierende NATO Multinational Battlegroup Lithuania in Rukla sein, die auch aus Kräften der Niederlande und Norwegen besteht. Zudem werden für die Brigade das Panzerartilleriebataillon 455, das Versorgungsbataillon 456, die selbständige Aufklärungskompanie 450 und die selbständige Panzerpionierkompanie 450 zunächst in Deutschland neu aufgestellt und schrittweise nach Litauen verlegt.
Als Ausgleich der Verlegung des Panzerbataillons 203 soll das 2015 aufgelöste Panzerartilleriebataillon 215 (als Artilleriebataillon 215 und mit Radhaubitzen ausgestattet) in Augustdorf wiederaufgestellt werden. In Oberviechtach soll als Ersatz für das Panzergrenadierbataillon 122 das Artilleriebataillon 131 aus Weiden in der Oberpfalz stationiert werden. Das Panzerartilleriebataillon 455 soll mit 18 Panzerhaubitzen 2000 A4 ausgestattet werden und entspricht der Gliederung und Ausrüstung der Brigadeartilleriebataillone der 10. Panzerdivision.
Die Brigade soll 4800 Soldaten sowie 200 zivile Angehörige der Bundeswehr umfassen. Hinzu kommen noch die Beschäftigten der Bundeswehr-Inhouse-Gesellschaften HIL Heeresinstandsetzungslogistik, BwFuhrparkService, Bw Bekleidungsmanagement und BWI GmbH.
Als Stationierungsorte sind die Kaserne in Rukla am Rande des Truppenübungsplatz Gaižiūnai, im Nordosten der zweitgrößten Stadt Litauens Kaunas, und eine neu zu errichtende Kaserne am Rande des Truppenübungsplatz Rūdninkai südlich der litauischen Hauptstadt Vilnius vorgesehen. Daneben wird auch das bereits durch die NATO-Battlegroup genutzte Camp Adrian Rohn am Rande des Truppenübungsplatz Pabradė weitergenutzt. Hinzu kommen zwei Depots, „Storage Area A“ in Ukmergė und „Storage Area B“ in Zapalskiai (in unmittelbarer Nähe des Flughafens Šiauliai). In Rūdninkai und Rukla werden Wohnheimunterkünfte errichtet werden; Einrichtungen für die Kinderbetreuung und schulische Versorgung sind in Kaunas und Vilnius geplant. Übergangsweise sollen bestehende militärische Liegenschaften in Nemenčinė und Rokantiškės genutzt werden.

## Ausrüstung
Folgende Ausrüstung ist u. a. innerhalb der Brigade geplant:
- 44 Kampfpanzer Leopard 2A8 (PzBtl 203)
- 44 Schützenpanzer Puma S1 (PzGrenBtl 122)
- 18 Panzerhaubitzen 2000 A4 (PzArtBtl 455)
- 65 leicht gepanzerte Spähwagen ATF Dingo 2 A4.1

## Geschichte
Ende Juni 2023 kündigte der Bundesminister der Verteidigung Boris Pistorius die Neuaufstellung und dauerhafte Stationierung einer Kampfbrigade in Litauen als Leuchtturmprojekt der „Zeitenwende“ an. Am 6. November 2023 gab das Bundesministerium der Verteidigung bekannt, die Brigade solle den Namen Panzerbrigade 42 erhalten. Am 18. Dezember 2024 unterzeichneten der deutsche und der litauische Verteidigungsminister die Roadmap Brigade Lithuania. Anfang 2024 entschied der Inspekteur des Heeres, Generalleutnant Alfons Mais, jedoch, für die Litauenbrigade die bisher nicht verwendete Bezeichnung Panzerbrigade 45 zu vergeben, um den neuen Auftrag des Großverbandes zu unterstreichen.
Am 8. April 2024 flog ein Vorauskommando bestehend aus 21 Soldaten nach Litauen und richtete im Piromontas-Viertel im Stadtteil Šnipiškės von Vilnius ein Büro ein. Es wurde von Oberst André Hastenrath geführt und auf dem Weg nach Litauen von Alfons Mais begleitet. Auch eine Bundeswehrverwaltungsstelle ist seit diesem Datum mit einer Anfangsbefähigung vor Ort. Zur Aufnahme der Brigade wird seit 2024 der Truppenübungsplatz Rūdninkai hergerichtet.
Am 23. September 2024 traf Brigadegeneral Christoph Huber in Vilnius ein. Damit wurde das Vorauskommando offiziell zum Aufstellungsstab mit 150 Personen. Huber führte ihn bis zur Indienststellung der Brigade 2025 und ist seitdem der erste Kommandeur der Panzerbrigade 45. Das am 13. September 2024 mit Litauen beschlossene Abkommen zur Stationierung wurde am 31. Januar 2025 im Deutschen Bundestag als Gesetz verabschiedet.
Am 1. April 2025 wurde die Brigade formal in Dienst gestellt und umfasste zu diesem Zeitpunkt den Stab, die bereits bestehende NATO-Battlegroup sowie eine Stabsunterstüzungs- und eine Fernmeldekompanie. Der feierliche Aufstellungsappell mit Bundeskanzler Friedrich Merz und Bundesminister der Verteidigung Boris Pistorius fand am 22. Mai 2025 in Vilnius statt, dabei erhielt die Brigade offiziell den Beinamen „Litauen“.
Die Brigade soll im Jahr 2027 Full Operational Capability erreichen.

## Wappen und Marsch
Das Wappen der Panzerbrigade 45 vereint die beiden Länder Deutschland und Litauen. Auf der linken Seite befindet sich ein Stauferlöwe in schwarz und rot auf gelbem Grund. Der Löwe symbolisiert die Zugehörigkeit zur 10. Panzerdivision und deren Verteidigungsbereitschaft. Auf der rechten Seite ist der achteckige Gediminas-Turm in rot auf grünem Grund abgebildet, ein Wahrzeichen der litauischen Hauptstadt Vilnius und der einzige verbliebene Turm der Oberen Burg der Stadt. Er soll ein Symbol für die dauerhafte Stationierung in Litauen sein sowie die enge Verbindung mit den litauischen Streitkräften zum Ausdruck bringen. Die beiden Seiten werden durch ein gerades, nach unten gerichtetes Schwert mit Jagiellonenkreuz voneinander getrennt.
„Das Wappen enthält die Nationalfarben der Bundesrepublik Deutschland sowie die Farben der Republik Litauen – Gold, Grün, Schwarz, Rot. Dies ist ein Ausdruck für die enge Bindung der Brigade Litauen zu ihrer Gastnation, mit deren Schutz sie vom deutschen Volk beauftragt wurde.“
Der Marsch der Panzerbrigade 45 ist Schild der Freiheit.

## Kommandeure
| Nr. | Name                           | Kommandeur von | Kommandeur bis |
| --- | ------------------------------ | -------------- | -------------- |
| 1.  | Brigadegeneral Christoph Huber | 1. April 2025  |                |